# Hallenradsport-Weltmeisterschaften 2005
Die Hallenradsport-Weltmeisterschaften 2005 fanden vom 25. bis 27. November 2005 in Freiburg im Breisgau statt, Wettkampfstätte waren die Hallen der Messe Freiburg. Es wurden Wettbewerbe im Radball und Kunstradfahren durchgeführt. Erfolgreichste Nation wurde Gastgeber Deutschland mit fünf Goldmedaillen.
Insgesamt nahmen 156 Athleten aus 20 Nationen teil. Die einzige nicht aus dem europäischen bzw. asiatischen Raum stammende war Guinea, das von einem Kunstradfahrer repräsentiert wurde, der jedoch außer Konkurrenz antrat. Nichtsdestoweniger stellte dies die erste Teilnahme eines afrikanischen Starters seit den Hallenradsport-Weltmeisterschaften 2000 dar.

## Organisation
Ausrichter der Weltmeisterschaften war der RSV Breisgauperle Denzlingen in Form eines eigens für diese Veranstaltung ins Leben gerufenen Vereins.
Die Weltmeisterschaften wurden bezüglich des Zuschauerzuspruchs ein Erfolg, nicht jedoch in finanzieller Hinsicht: Der Verein zur Durchführung der Hallenradsport WM 2005 e. V. musste wegen eines Defizits in sechsstelliger Höhe Insolvenz anmelden.

## Veranstaltungsort

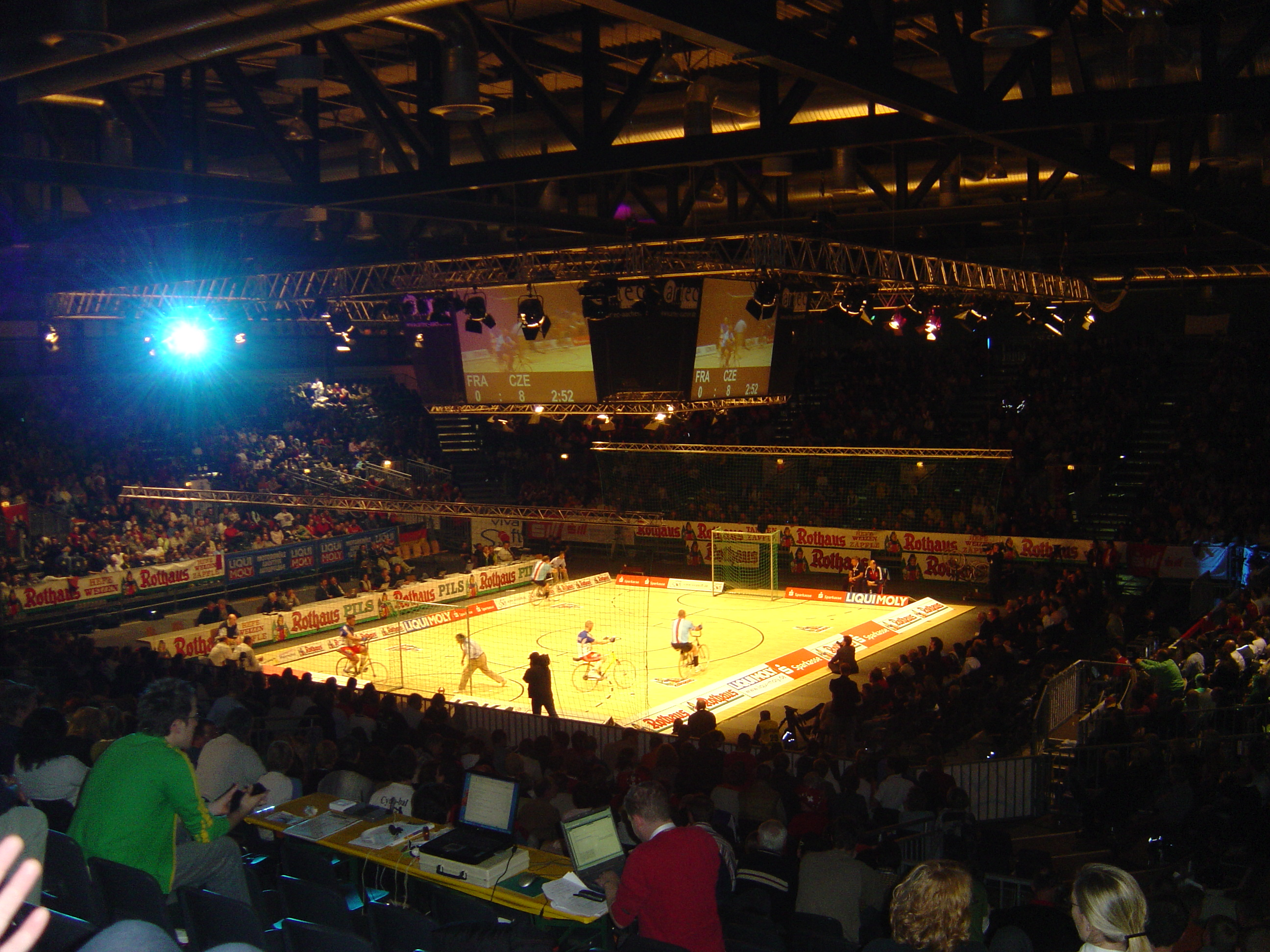
Die Wettkampfstätte …

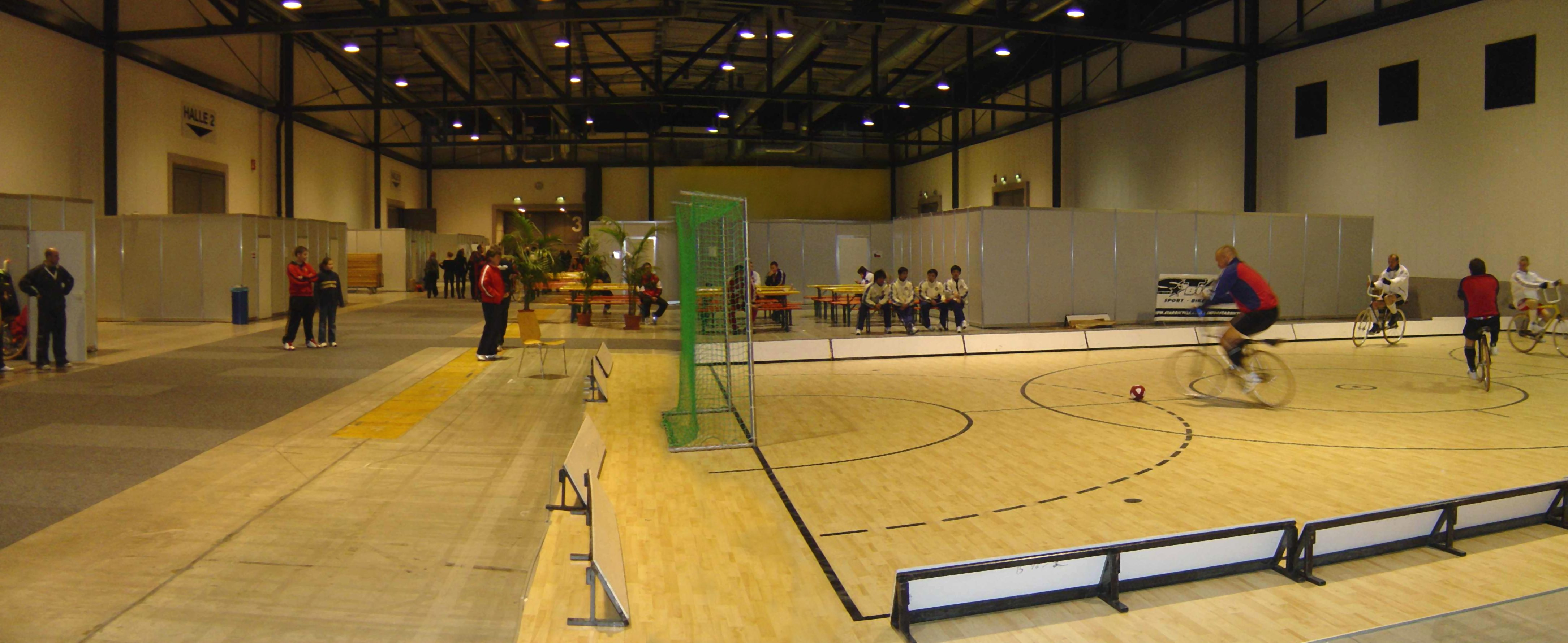
… und der Trainingsbereich

Die komplette Veranstaltung wurde in den Hallen der Messe Freiburg abgehalten. Die Tribünen, die extra für diesen Anlass temporär errichtet wurden, hatten eine Kapazität von 6248 Sitzplätzen. Außer der Wettkampfarena wurde ein Sportlerbereich mit Unterkünften und Trainingsfläche eingerichtet.

## Radball
Es wurde ein 2er-Teamwettkampf bei den Herren ausgetragen.

### Modus
Das Turnier umfasste drei Gruppen: Gruppe A mit den sechs stärksten Mannschaften und die Gruppen B1 und B2 mit jeweils fünf schwächeren Mannschaften. In allen Gruppen gab es jeweils eine Runde, in der jeder einmal gegen jeden spielte. In der Zwischenrunde der Gruppe-A-Teams traf die erstplatzierte Mannschaft der Vorrunde auf die sechstplatzierte, die zweit- auf die fünftplatzierte und die dritt- auf die viertplatzierte. Die drei Sieger qualifizierten sich für die Finalrunde, in der sich jedes Team je einmal mit den jeweils anderen beiden messen musste. Der Erst- und Zweitplatzierte spielten schließlich im Finalspiel den Weltmeister aus. In der Zwischenrunde der Gruppe-B-Teams traf der Erstplatzierte der Gruppe B1 auf den Erstplatzierten der Gruppe B2, der Zweitplatzierte der Gruppe B1 auf den Zweitplatzierten der Gruppe B2 usw. Der Sieger aus der Partie zwischen den beiden Erstplatzierten trat schließlich gegen den Tabellensechsten der Gruppe A um den Aufstieg respektive Verbleib in Gruppe A an.

### Gruppe A
Tabelle
| Pl. | Team        | Spieler                                  | Sp. | S | U | N | Tore  | Pkt. |
| --- | ----------- | ---------------------------------------- | --- | - | - | - | ----- | ---- |
| 1   | Tschechien  | Miroslav Berger / Jiří Hrdlička          | 5   | 3 | 1 | 1 | 24:14 | 10   |
| 2   | Deutschland | Steve Pfaffenberger / Mike Pfaffenberger | 5   | 3 | 1 | 1 | 22:13 | 10   |
| 3   | Schweiz     | Peter Jiricek / Timo Reichen             | 5   | 3 | 1 | 1 | 20:11 | 10   |
| 4   | Österreich  | Dietmar Schneider / Simon König          | 5   | 1 | 3 | 1 | 15:15 | 6    |
| 5   | Belgien     | Christoph Baudu / Rik Deuvaert           | 5   | 1 | 2 | 2 | 15:14 | 5    |
| 6   | Frankreich  | Jaques Ohl / Stephane Bauer              | 5   | 0 | 0 | 5 | 05:34 | 0    |

Spielergebnisse
| 25.11.2005 | Tschechien  | – | Frankreich  | 9:1 |
|            | Schweiz     | – | Deutschland | 5:3 |
|            | Österreich  | – | Belgien     | 2:2 |
| 26.11.2005 | Tschechien  | – | Deutschland | 3:5 |
|            | Österreich  | – | Frankreich  | 4:3 |
|            | Schweiz     | – | Belgien     | 4:1 |
|            | Deutschland | – | Frankreich  | 8:0 |
|            | Tschechien  | – | Belgien     | 5:2 |
|            | Schweiz     | – | Österreich  | 3:3 |
|            | Deutschland | – | Belgien     | 3:3 |
|            | Schweiz     | – | Frankreich  | 6:1 |
|            | Tschechien  | – | Österreich  | 4:4 |
|            | Belgien     | – | Frankreich  | 7:0 |
|            | Österreich  | – | Deutschland | 2:3 |
|            | Tschechien  | – | Schweiz     | 3:2 |

### Zwischenrunde
| 27.11.2005 | Tschechien  | – | Frankreich | 7:0            |
|            | Deutschland | – | Belgien    | 5:3            |
|            | Schweiz     | – | Österreich | 2:2, 2:4 i. V. |

### Finalrunde
Tabelle
| Pl. | Team        | Spieler                                  | Sp. | S | U | N | Tore  | Pkt. |
| --- | ----------- | ---------------------------------------- | --- | - | - | - | ----- | ---- |
| 1   | Tschechien  | Miroslav Berger / Jiří Hrdlička          | 2   | 1 | 1 | 0 | 06:40 | 4    |
| 2   | Deutschland | Steve Pfaffenberger / Mike Pfaffenberger | 2   | 1 | 1 | 0 | 07:60 | 4    |
| 3   | Österreich  | Dietmar Schneider / Simon König          | 2   | 0 | 0 | 2 | 02:50 | 0    |

Spielergebnisse
| 27.11.2005 | Tschechien  | – | Deutschland | 4:4 |
|            | Tschechien  | – | Österreich  | 2:0 |
|            | Deutschland | – | Österreich  | 3:2 |

### Finale
| 27.11.2005 | Tschechien | – | Deutschland | 3:5 |

### Gruppe B1
Tabelle
| Pl. | Team        | Spieler                            | Sp. | S | U | N | Tore  | Pkt. |
| --- | ----------- | ---------------------------------- | --- | - | - | - | ----- | ---- |
| 1   | Japan       | Tuzuki Katsumi / Ko Matsuda        | 4   | 4 | 0 | 0 | 31:09 | 12   |
| 2   | Slowakei    | Robert Rizmann / Dalibor Roznik    | 4   | 3 | 0 | 1 | 33:08 | 9    |
| 3   | Türkei      | Osman Degirmenzi / Halil Er        | 4   | 2 | 0 | 2 | 18:25 | 6    |
| 4   | Malaysia    | Zulkefi Senin / Samsinar Abd Halim | 4   | 1 | 0 | 3 | 16:23 | 3    |
| 5   | Niederlande | Haike Erens / Mikel van Geffen     | 4   | 0 | 0 | 4 | 04:37 | 0    |

Spielergebnisse
| 25.11.2005 | Japan       | – | Türkei      | 10:2 |
|            | Slowakei    | – | Malaysia    | 11:2 |
|            | Niederlande | – | Türkei      | 2:8  |
|            | Japan       | – | Malaysia    | 6:2  |
|            | Slowakei    | – | Niederlande | 11:0 |
|            | Malaysia    | – | Türkei      | 5:6  |
|            | Japan       | – | Niederlande | 11:2 |
|            | Slowakei    | – | Türkei      | 8:2  |
|            | Malaysia    | – | Niederlande | 7:0  |
|            | Japan       | – | Slowakei    | 4:3  |

### Gruppe B2
Tabelle
| Pl. | Team     | Spieler                                  | Sp. | S | U | N | Tore  | Pkt. |
| --- | -------- | ---------------------------------------- | --- | - | - | - | ----- | ---- |
| 1   | Kroatien | Mihael Posedi / Jasmin Fazlic            | 4   | 4 | 0 | 0 | 31:03 | 12   |
| 2   | Rumänien | Dorian Doroftei / Mircea Tric            | 4   | 3 | 0 | 1 | 14:10 | 9    |
| 3   | Spanien  | Daniel Cortés Balsalobre / Carlos Prieto | 4   | 1 | 0 | 3 | 06:12 | 3    |
| 4   | Hongkong | Ho Wing Tai / Lo Man Fai                 | 4   | 1 | 0 | 3 | 11:23 | 3    |
| 5   | Ungarn   | Tamas Szitas / Istvan Borka              | 4   | 1 | 0 | 3 | 05:19 | 3    |

Spielergebnisse
| 25.11.2005 | Kroatien | – | Spanien  | 3:1  |
|            | Rumänien | – | Ungarn   | 3:1  |
|            | Hongkong | – | Spanien  | 3:4  |
|            | Kroatien | – | Ungarn   | 11:1 |
|            | Rumänien | – | Hongkong | 6:2  |
|            | Ungarn   | – | Spanien  | 1:0  |
|            | Kroatien | – | Hongkong | 11:1 |
|            | Rumänien | – | Spanien  | 5:1  |
|            | Ungarn   | – | Hongkong | 2:5  |
|            | Kroatien | – | Rumänien | 6:0  |

### Endrunde Gruppe B
| 26.11.2005 | Niederlande | – | Ungarn   | 3:10           |
|            | Malaysia    | – | Hongkong | 2:2, 2:0 i. V. |
|            | Türkei      | – | Spanien  | 6:6, 1:3 i. V. |
|            | Slowakei    | – | Rumänien | 2:0            |
|            | Japan       | – | Kroatien | 2:3            |

### Relegation
| 27.11.2005 | Frankreich | – | Kroatien | 5:1 |

Frankreich verblieb damit in Gruppe A.

## Kunstradfahren
Es wurden Wettkämpfe im 1er- 2er- und 4er-Kunstradfahren der Damen und im 1er- und 2er-Kunstradfahren der Herren durchgeführt.

### Modus
Jeder Teilnehmer bzw. jedes Team hatte eine Kür zu fahren. Diese dauerte maximal sechs Minuten und beinhaltete bei den Einzelstartern 28 und bei den Duos 22 verschiedene Elemente mit je einer gewissen Schwierigkeitsstufe, die mit der Grundpunktzahl addiert als Basis für die Bewertung dienten (eingerufene Punkte). Das Endresultat ergab sich nach Abzug der Fehlerpunkte (ausgefahrene Punkte).

### Frauen

#### Einzel
Am Wettkampf nahmen 25 Athletinnen aus 14 Nationen teil.
Tabelle Finale
| Rang | Land        | Fahrerin         | einger. | eingef. |
| ---- | ----------- | ---------------- | ------- | ------- |
| 1.   | Deutschland | Claudia Wieland  | 337.20  | 328.60  |
| 2.   | Deutschland | Sandra Beck      | 333.00  | 325.65  |
| 3.   | Österreich  | Denise Boller    | 338.60  | 323.57  |
| 4.   | Österreich  | Sarah Kohl       | 333.20  | 315.83  |
| 7.   | Schweiz     | Birgit Temnitzer | 321.60  | 307.31  |
| 9.   | Schweiz     | Anita Kälin      | 327.80  | 298.75  |

#### Doppel
Es nahmen am Wettkampf 16 Duos aus elf Nationen teil.
Tabelle Finale
| Rang | Land        | Fahrerin 1           | Fahrerin 2          | einger. | eingef. |
| ---- | ----------- | -------------------- | ------------------- | ------- | ------- |
| 1.   | Deutschland | Caroline Ingelfinger | Katja Knaak         | 323.40  | 310.49  |
| 2.   | Deutschland | Katrin Schultheis    | Sandra Sprinkmeier  | 321.40  | 309.80  |
| 3.   | Schweiz     | Eliane Zeller        | Petra Storchenegger | 302.60  | 295.61  |
| 4.   | Schweiz     | Letizia Stahel       | Seraina Stahel      | 305.40  | 294.01  |
| 6.   | Österreich  | Katharina Ehrne      | Melanie Böhler      | 288.60  | 275.29  |

#### 4er-Team
Es waren acht Teams aus acht Nationen für den Wettkampf gemeldet.
Tabelle Finale
| Rang | Land        | Athletinnen                                                            | einger. | eingef. |
| ---- | ----------- | ---------------------------------------------------------------------- | ------- | ------- |
| 1.   | Tschechien  | Marketa Tobolíková Jana Oplocká Katerina Pribylová Michaela Matoušková | 361.00  | 352.69  |
| 2.   | Österreich  | Silke Melbinger Melanie Melbinger Martina Schwar Kathrin Hagen         | 358.40  | 351.37  |
| 3.   | Schweiz     | Daniela Keller Corinna Paul Doris Roth Angela Bollinger                | 362.00  | 350.53  |
| 4.   | Deutschland | Christine Zimmermann Manuela Dieterle Katja Gaißer Simone Rudolf       | 365.00  | 345.57  |

### Herren

#### Einzel
Für den Wettkampf waren 18 Athleten aus elf Nationen gemeldet.
Tabelle Finale
| Rang | Land        | Fahrer            | einger. | eingef. |
| ---- | ----------- | ----------------- | ------- | ------- |
| 1.   | Deutschland | David Schnabel    | 345.50  | 343.97  |
| 2.   | Deutschland | Robin Hartmann    | 347.40  | 342.54  |
| 3.   | Tschechien  | Milan Krivánek    | 333.20  | 327.29  |
| 4.   | Frankreich  | Ivan Do-Duc       | 340.80  | 317.77  |
| 8.   | Österreich  | Thomas Lins       | 309.60  | 298.43  |
| 10.  | Schweiz     | Philipp Käsermann | 310.00  | 292.54  |
| 11.  | Österreich  | Manuel Frick      | 302.20  | 282.20  |

#### Doppel
Es waren acht Duos aus fünf Nationen gemeldet. Das deutsche Duo Simon Altvater/Nico Kunert konnte mit 326.15 ausgefahrenen Punkten seinen eigenen Weltrekord verbessern.
Tabelle Finale
| Rang | Land        | Fahrer 1           | Fahrer 2           | einger. | eingef. |
| ---- | ----------- | ------------------ | ------------------ | ------- | ------- |
| 1.   | Deutschland | Simon Altvater     | Nico Kunert        | 332.00  | 326.15  |
| 2.   | Deutschland | Felix Niederberger | Jonas Niederberger | 328.40  | 316.99  |
| 3.   | Tschechien  | Petr Bartúnek      | Kamil Bartúnek     | 296.00  | 287.03  |
| 4.   | Schweiz     | Beni Jost          | Joel Schmid        | 292.80  | 282.37  |
| 5.   | Österreich  | Andreas Fritsch    | Matthias Fritsch   | 304.60  | 280.80  |
| 6.   | Schweiz     | Thomas Fäh         | Christian Fäh      | 297.40  | 280.37  |